# Smotra folklora jadranske Hrvatske "Na Neretvu misečina pala"
Smotra folklora jadranske Hrvatske "Na Neretvu misečina pala" je smotra folklornih tradicijskih plesova i napjeva koja se održava se u Metkoviću, u drugoj polovini mjeseca svibnja u organizaciji KUD-a Metković i Gradskog kulturnog središta Metković. Osim plesova i napjeva, kroz popratne izložbe i radionice smotra čuva specifičnost izrade starih odjevnih predmeta, kućnih rekvizita, načina odijevanja, izrade tradicijskog nakita, sviranja tradicijskih instrumenata i slično.
Osim folklornih skupina iz cijele Hrvatske, smotra ugošćuje i skupine iz Bosne i Hercegovine, Crne Gore, Vojvodine, Makedonije, Mađarske, Italije i Rumunjske.
 Program se najvećim dijelom odvija u zgradi Gradskog kulturnog središta, te u crkvi sv. Ilije. Osim u Metkoviću, dio programa se odvija i u drugim mjestima Dubrovačko-neretvanske županije.
Iako smotra nema natjecateljski karakter, sve nastupe na toj kulturnoj manifestaciji prati Programsko vijeće u čijem su sastavu najpoznatiji hrvatski etnolozi, muzikolozi i folkloristi koji ocjenjuju svaki nastup pojedinačno, a u želji što boljeg prezentiranja i promoviranja hrvatske narodne baštine.

## Povijest
Prva smotra održana je 1981. godine kada su Grad Metković i njegova folklorna skupina "Metković" na prijedlog Kulturno prosvjetnog sabora Hrvatske (današnjeg Hrvatskog sabora kulture) organizirali Smotru plesnih grupa SR Hrvatske. Uspješna organizacija urodila je organizacijom regionalne Smotre plesnih amatera Dalmacije. Zbog Domovinskog rata, 1991. i 1992. smotra nije održana. Od 9. smotre organizirane 1993. Metković je organizator samo folklornih izvedbi, a od 11. smotre održane 1995. Dalmatinska smotra dobiva današnji naziv "Na Neretvu misečina pala".

## Nosači zvuka
U organizaciji smotre, do sada su izdana tri nosača zvuka.
Prigodom 21. smotre održane 2005. predstavljen je prvi CD Ružice majska, diko nebeska s 51 izvedbom folklornih skupina, a promocija je održana u Zagrebu 24. studenog 2005.
U sklopu 22. smotre predstavljen je dvostruki CD Sviraj lire – pucali ti konci. Najvećim dijelom to je zbirka najuspjelijih snimaka nastupa folklornih skupina na smotrama održanim od 1996. do 2006. Na prvom CD-u su snimci skupina Konavala, Župe dubrovačke i Dubrovačkog primorja, a na drugom snimci skupina s otoka Mljeta, Lastova i Korčule, poluotoka Pelješca i doline Neretve.
Na 25. smotri predstavljen je također dvostruki CD Da san vila i da iman krila na kojima su snimci sudionika iz Splitsko-dalmatinske županije.

## Vanjske poveznice
- Smotra folklora na stranicama TZ Metković  Arhivirana inačica izvorne stranice od 6. lipnja 2014. (Wayback Machine)
- Metković: nastupit će pedesetak folklornih skupina[neaktivna poveznica] Objavljeno 23. svibnja 2013., pristupljeno 24. svibnja 2013.